# Fermana Calcio 2002-2003
Questa pagina raccoglie le informazioni riguardanti la Fermana Calcio nelle competizioni ufficiali della stagione 2002-2003.

## Stagione
Nella stagione 2002-2003 la Fermana disputa il girone B del campionato di Serie C1, raccoglie 32 punti con l'ultimo posto della classifica. Retrocede così sul campo in Serie C2 con Paternò e Sora che hanno perso i Play-out, ma l'allargamento della Serie B a 24 squadre ed il conseguente blocco delle retrocessioni in Serie C1, ha favorito il ripescaggio di tutte e tre le retrocesse. Allenata da Rosolino Puccica la Fermana disputa un buon girone di andata, chiuso con 23 punti in settima posizione, poi il crollo verticale nel girone di ritorno nel quale ha fatto peggio di tutti con soli 9 punti raccolti. Nella Coppa Italia di Serie C la Fermana disputa il girone L di qualificazione, che ha promosso ai sedicesimi la Sambenedettese, raccogliendovi 4 punti.

## Rosa
| N. |                    | Ruolo | Calciatore                |
| -- | ------------------ | ----- | ------------------------- |
|    | Italia (bandiera)  | D     | Giuseppe Anastasi         |
|    | Italia (bandiera)  | D     | Luca Bonfanti             |
|    | Italia (bandiera)  | A     | Andrea Bucchi             |
|    | Italia (bandiera)  | C     | Simone Ceccobelli         |
|    | Italia (bandiera)  | D     | Luca Ceccarelli           |
|    | Italia (bandiera)  | P     | Mauro Chiodini            |
|    | Italia (bandiera)  | D     | Luigi Cuomo               |
|    | Romania (bandiera) | D     | Alin Bănceu               |
|    | Italia (bandiera)  | A     | Massimiliano De Silvestro |
|    | Italia (bandiera)  | C     | Guido Di Deo              |
|    | Italia (bandiera)  | C     | Andrea Di Salvatore       |
|    | Italia (bandiera)  | D     | Alessandro Farina         |
|    | Italia (bandiera)  | P     | Stefano Grilli            |
|    | Italia (bandiera)  | C     | Luca Lacrimini            |
|    | Italia (bandiera)  | A     | Gianluca Macrì            |
|    | Italia (bandiera)  | D     | Carlo Mammarella          |

| N. |                   | Ruolo | Calciatore             |
| -- | ----------------- | ----- | ---------------------- |
|    | Italia (bandiera) | D     | Emanuele Masini        |
|    | Italia (bandiera) | A     | Salvatore Mastronunzio |
|    | Italia (bandiera) | A     | Alessandro Mercuri     |
|    | Italia (bandiera) | D     | Giovanni Micallo       |
|    | Italia (bandiera) | D     | Simone Nicola Olivieri |
|    | Italia (bandiera) | C     | Massimo Perra          |
|    | Italia (bandiera) | D     | Francesco Priolo       |
|    | Italia (bandiera) | C     | Federico Pettinà       |
|    | Italia (bandiera) | A     | Gianluca Pittaluga     |
|    | Italia (bandiera) | D     | Salvatore Ricca        |
|    | Italia (bandiera) | C     | Dario Rocco            |
|    | Italia (bandiera) | D     | Daniele Sgammini       |
|    | Italia (bandiera) | C     | Giovanni Soro          |
|    | Italia (bandiera) | D     | Paolo Tricoli          |
|    | Italia (bandiera) | C     | Claudio Zaminga        |

## Risultati

### Campionato

#### Girone di andata
| Arbitro: | Romeo (Verona) |

|                       |           |                      |
| Mastronunzio 14’, 35’ | Marcatori | 80’ (rig.) Artistico |

| Pesaro 8 settembre 2002 2ª giornata | Vis Pesaro        | 0 – 0 | Fermana | Stadio Tonino Benelli\| Arbitro: \| Tonolini (Milano) \| |
| Arbitro:                            | Tonolini (Milano) |       |         |                                                          |

| Fermo 15 settembre 2002 3ª giornata | Fermana            | 0 – 0 | Chieti | Stadio Bruno Recchioni\| Arbitro: \| Mariuzzo (Venezia) \| |
| Arbitro:                            | Mariuzzo (Venezia) |       |        |                                                            |

| Arbitro: | Rocchi (Firenze) |

|                              |           |                  |
| Petrachi 53’ G. Esposito 83’ | Marcatori | 68’ Mastronunzio |

| Arbitro: | Ciampi (Roma) |

|                                    |           |  |
| Mastronunzio 72’ L. Bonfanti 90+4’ | Marcatori |  |

| Arbitro: | Tagliavento (Terni) |

|                                                       |           |              |
| G. De Angelis 25’, 41’ Carrozzieri 80’ Boudouma 90+2’ | Marcatori | 71’ M. Perra |

| Arbitro: | Mariuzzo (Venezia) |

|                       |           |                                 |
| Mastronunzio 35’, 90’ | Marcatori | 38’, 65’ Cecchini 75’ Giampaolo |

| Arbitro: | P.S. Mazzoleni (Bergamo) |

|                       |           |                     |
| Mastronunzio 14’, 50’ | Marcatori | 48’ Tisci 76’ Nassi |

| Arbitro: | Ioseffi (Siena) |

|                                             |           |  |
| M. Cassano 15’ Castiglione 32’ Frisenda 73’ | Marcatori |  |

| Arbitro: | Gandolfi (Cremona) |

|                 |           |  |
| L. Bonfanti 59’ | Marcatori |  |

| Arbitro: | D'Aguanno (Marsala) |

|                                                                |           |                  |
| Martinetti 7’ (rig.) Pollini 16’ Favo 53’ (rig.) Santoruvo 74’ | Marcatori | 30’ Mastronunzio |

| Fermo 17 novembre 2002 12ª giornata | Fermana         | 0 – 0 | Martina | Stadio Bruno Recchioni\| Arbitro: \| Zambon (Padova) \| |
| Arbitro:                            | Zambon (Padova) |       |         |                                                         |

| Arbitro: | Carlucci (Molfetta) |

|                    |           |  |
| G. Del Vecchio 24’ | Marcatori |  |

| Arbitro: | Lops (Torino) |

|  |           |           |
|  | Marcatori | 70’ Macrì |

| Arbitro: | Barbirati (Ferrara) |

|                      |           |                                 |
| Macrì 24’ Masini 87’ | Marcatori | 58’ P. Ferretti 84’ Di Domenico |

| Arbitro: | Tonolini (Milano) |

|  |           |            |
|  | Marcatori | 76’ Masini |

| Arbitro: | Cenni (Imola) |

|  |           |                           |
|  | Marcatori | 22’ Vanacore 34’ Nocerino |

#### Girone di ritorno
| Arbitro: | Liberti (Genova) |

|              |           |  |
| F. Rossi 80’ | Marcatori |  |

| Arbitro: | Banti (Livorno) |

|  |           |                           |
|  | Marcatori | 41’ Staffolani 55’ Borneo |

| Arbitro: | Damato (Barletta) |

|  |           |                               |
|  | Marcatori | 17’ Mastronunzio 45+1’ Di Deo |

| Arbitro: | Romeo (Verona) |

|  |           |                               |
|  | Marcatori | 32’ Petrachi 90+2’ Passiatore |

| Arbitro: | Mariuzzo (Venezia) |

|                           |           |                |
| Molino 48’ Biancolino 80’ | Marcatori | 89’ Ceccobelli |

| Arbitro: | Zambon (Padova) |

|  |           |                                |
|  | Marcatori | 24’ G. De Angelis 82’ Molinari |

| Arbitro: | Marelli (Como) |

|                                    |           |                  |
| Cecchini 19’ Giampaolo 23’ Apa 76’ | Marcatori | 38’ De Silvestro |

| Arbitro: | Ciampi (Roma) |

|           |           |                     |
| Tisci 49’ | Marcatori | 53’ (aut.) Bocchini |

| Arbitro: | Stefanini (Prato) |

|                  |           |              |
| Mastronunzio 64’ | Marcatori | 46’ Frisenda |

| Sassari 16 marzo 2003 27ª giornata | Torres         | 0 – 0 | Fermana | Stadio Vanni Sanna\| Arbitro: \| Torella (Roma) \| |
| Arbitro:                           | Torella (Roma) |       |         |                                                    |

| Arbitro: | Velotto (Grosseto) |

|                    |           |               |
| Lizzori 55’ (aut.) | Marcatori | 88’ Santoruvo |

| Arbitro: | Tonolini (Milano) |

|                                                          |           |                      |
| Mitri 18’, 52’ Prisciandaro 26’ Morello 56’ M. Manca 55’ | Marcatori | 32’ Di Deo 43’ Macrì |

| Arbitro: | M. Mazzoleni (Bergamo) |

|                  |           |                             |
| Mastronunzio 66’ | Marcatori | 15’ Napolioni 90+3’ Franchi |

| Arbitro: | Rocchi (Firenze) |

|            |           |             |
| Di Deo 47’ | Marcatori | 73’ Contini |

| Sora 27 aprile 2003 32ª giornata | Sora                | 0 – 0 | Fermana | Stadio Claudio Tomei\| Arbitro: \| Tagliavento (Terni) \| |
| Arbitro:                         | Tagliavento (Terni) |       |         |                                                           |

| Arbitro: | Giannoccaro (Lecce) |

|  |           |                           |
|  | Marcatori | 33’ R. Manca 77’ Scazzola |

| Arbitro: | Squillace (Catanzaro) |

|              |           |  |
| Di Nardo 40’ | Marcatori |  |

### Coppa Italia di Serie C

#### Girone L
| 18 agosto 2002 1ª giornata |  | – Turno di riposo Fermana |  |  |

| Fermo 21 agosto 2002 2ª giornata | Fermana           | 0 – 0 | Gubbio | Stadio Bruno Recchioni\| Arbitro: \| De Luca (Pescara) \| |
| Arbitro:                         | De Luca (Pescara) |       |        |                                                           |

| Arbitro: | Cenni (Imola) |

|              |           |  |
| Pilleddu 68’ | Marcatori |  |

| Arbitro: | Tagliavento (Terni) |

|               |           |  |
| Lacrimini 48’ | Marcatori |  |

| Arbitro: | Italiani (L'Aquila) |

|                    |           |  |
| Innocenti 31’, 78’ | Marcatori |  |